# Fremad (forlag)
 For alternative betydninger, se Fremad. (Se også artikler, som begynder med Fremad)
Forlaget Fremad A/S var et dansk forlag i København, grundlagt 13. december 1912 og tilknyttet Kooperationen. Forlaget var i mange år ejet af LO og knyttet til arbejderbevægelsen.

## Historie
Den daværende forretningsfører i Socialdemokratisk Forbund og senere statsminister, Thorvald Stauning, spillede en nøglerolle i grundlæggelsen af Bog- og Papirhandelen Fremad A/S, der åbnede den 13. december 1912. Stauning var formand for Fremads første bestyrelse, og allerede samme år udgav Fremad Gustav Bangs Den kapitalistiske Samfundshusholdning. En populær Fremstilling af Karl Marx's økonomiske Theori. Syv år senere, i 1919, blev forlagets regnskab skilt ud fra bogladens, og Forlaget Fremad var en realitet.
Den socialdemokratiske politiker Lars M. Olsen, der var leder fra 1950 til 1962, lancerede bl.a. i 1952 billigbogsserien Fremads Folkebibliotek og højnede forlagets anseelse.
Ved Lars M. Olsens pludselige død i 1962 blev Ib Lindén direktør, hvad han var til 1975, hvor uenighed mellem ham og bestyrelsen tvang ham ud. Fra 1965 til 1971 havde Fremad et samarbejde med forlaget Arena, som i perioden havde Peter Seeberg som bestyrelsesformand.
Fremads Folkebibliotek blev ud over at blive solgt hos boghandlerne, også solgt af Fremad på arbejdspladserne af et par tusinde såkaldte "bogombud". Det var ansatte, som solgte bøger til deres kolleger, og de blev aflønnet med en provision vekslende fra 10 til 25 procent alt efter hvor mange abonnementer, de tegnede.
Med mere end 20.000 solgte abonnementer det første år var det en succes, og idéen var så god, at billigbogssalget med Gyldendals Tranebøger (fra 1959) som markedsleder blev en så stor succes, at det efterhånden blev vanskeligt for Fremad at erhverve sekundære rettigheder – selv til forlagets egne titler.
Bogklubbernes entré på markedet skærpede konkurrencen markant, og da Fremads Folkebibliotek nåede til 23. årgang i 1975, nedlagde forlaget serien. Da havde man rundet lidt over syv en halv million bind fordelt på 250 titler.
Lindén blev i en kort periode erstattet af en direktør fra et vikarbureau, hvilket blev begyndelsen på en langstrakt nedtur for forlaget, hvor flere års inkompetent ledelse med uklarhed om, hvilke genrer forlaget skulle udgive, endte med forlagets konkurs omkring jul i 1978. Med tilskud fra fagbevægelsen blev forlaget imidlertid genetableret som Fremad af 1979, men en række af midlertidige ledere uden forlæggererfaring gjorde forlagets profil uklar.
Per Kofod blev i 1982 ansat som leder, og han stræbte efter at genopbygge Fremad som et kvalitetsforlag, men blev i 1984 bortvist efter uenighed med bestyrelsen og fik senere tilkendt erstatning for uberettiget bortvisning.

## Adresser
Fremads første boghandel lå på hjørnet af Frederiksborggade 33 og Nansensgade, men flyttede i 1943 til Nørrebrogade 54. Bogladen i København blev i 1986 flyttet til Frederikssundsvej 168 i Brønshøj og i 1990 solgt til Rita Petersen, som lukkede den i 2001, og i 1997 blev hele forlaget overtaget af Gyldendal og er i dag en del af Rosinante&Co A/S, som anvendte forlagsnavnet indtil 2011, hvor det blev opgivet.

## Markante forfattere
Danske: Karen Blixen, Martha Christensen, Eva Hemmer Hansen, Henning Ipsen, Anna Ladegaard, John Nehm og Poul Ørum.
Udenlandske: Friedrich Dürrenmatt, Hammond Innes, Ivar Lo-Johansson, Doris Lessing, Moa Martinsson, James A. Michener, Willard Motley, Mary Renault og B. Traven i øjnene. I de senere år var det forfattere som Eric Ambler, Régine Deforges, Åke Edwardsson og ikke mindst Liza Marklund, der tegnede forlaget.
Blandt den socialdemokratiske litteratur var især Ritt Bjerregaards Rapport fra en kaffeklub en succes. Firebindsværket En bygning vi rejser udkom også på Fremad.

## Direktion
- 1912-1918: Martin Jensen
- 1918-1950: Emil Deleuran
- 1950-1962: Lars M. Olsen
- 1962-1975: Ib Lindén (Werner Svendsen underdirektør 1965-67)
- 1975-1978: Ebbe Boumann
- 1978-1979: (Likvidations- og rekonstruktionsledelse)
- 1979-1985: Mogens Bang
  - 1980-1982: Henrik Reinvaldt, forlagsleder
  - 1982-1985: Per Kofod, forlagsleder
  - 1984-1985: Søren Hansen, underdirektør
- 1985-1985: Peter Johansen og Per Kofod (kollektiv ledelse)
- 1985-1987: Peter Johansen
- 1987-2003: Niels Kølle
- 2003-2011: Ole Knudsen